# Bệnh viện Quân y 105
Bệnh viện Quân y 105 là bệnh viện đa khoa hạng 1 thuộc Tổng cục hậu cần (nay là Tổng cục Hậu cần - Kỹ thuật) Quân đội nhân dân Việt Nam. Bệnh viện được thành lập ngày 01 tháng 9 năm 1950 tại xã Quốc Phong, huyện Quảng Uyên  nay là xã Quảng Uyên), tỉnh Cao Bằng với tiền thân là Đội điều trị 5.

## Lịch sử hình thành
- Bệnh viện Quân y 105 tiền thân là Đội điều trị 5 (Đội phẫu thuật chiến dịch của Cục Quân y)

## Nhiệm vụ
- Khám bệnh và điều trị cho các đối tượng: quân đội, gia đình quân nhân, bảo hiểm y tế và dịch vụ y tế.
- Tham gia công tác chỉ đạo tuyến đối với các đơn vị quân đội trên địa bàn Hà Nội theo sự phân công của Cục quân y.
- Nghiên cứu khoa học về y học và y học quân sự

## Tổ chức
| Ban giám đốc - Giám đốc: Đại tá Nguyễn Văn Chinh - Chính ủy: Đại tá Nguyễn Việt Long - Phó giám đốc KHTH: Thượng tá Đỗ Hải Linh - Phó giám đốc Nội: Đại tá Phan Văn Gày - Phó giám đốc Ngoại: Thượng tá Ngô Tiến Khương - Phó Giám đốc QS-HC: Đại tá Lương Văn Luyện | |
| Khối cơ quan - Ban Kế hoạch tổng hợp - Ban Chính trị - Ban Hậu cần - Ban Y tá điều dưỡng - Ban Tài chính - Ban Hành chính - Ban Quản lý nhà tang lễ | Khối Nội - Khoa Tim - Thận - Khớp A2 - Khoa Tiêu hóa - máu A3 - Khoa Truyền nhiễm và Da liễu A4 - Khoa Thần kinh - Tâm thần A7 - Khoa Y học cổ truyền dân tộc A10 - Khoa Hồi sức tích cực A12 - Khoa Thận, lọc máu A14 - Khoa Ung bướu A6 - khoa       |
| Khối Ngoại - Khoa Ngoại chấn thương chỉnh hình B1 - Khoa Ngoại chung B3 - Khoa Phẫu thuật - Gây mê hồi sức B5 - Khoa Phẫu thuật thần kinh B6 - Khoa Mắt B7 - Khoa Răng - Hàm - Mặt B8 - Khoa Tai - Mũi - Họng B9 - Khoa Phụ sản B11                                  | Khối Cận lâm sàng - Khoa Khám bệnh C1 - Khoa Xét nghiệm - GPBL C2 - Khoa Lý liệu - Phục hồi chức năng C6 - Khoa Chẩn đoán hình ảnh C8 - Khoa Dược C9 - Khoa Trang bị C10 - Khoa Dinh dưỡng C11 - Khoa Chống nhiễm khuẩn C12 - Khoa Cấp cứu ban đầu C24 |
| | |

## Thành tích
- Năm 2010 được Nhà nước phong tặng danh hiệu Anh hùng lực lượng vũ trang nhân dân trong thời kỳ chống Mỹ.[1]
- Năm 2015 được Nhà nước tặng thưởng Huân chương Bảo vệ Tổ quốc Hạng 3.
- Năm 2020 được Nhà nước tặng Huân chương bảo vệ Tổ quốc hạng nhì.
- Năm 2021 được nhà nước tặng Huân chương Lao Động hạng ba.

## Giám đốc qua các thời kỳ
- Bác sĩ Nguyễn Thế Trang, Đại tá
- Bác sĩ Nguyễn Ngọc Nhất, Đại tá
- Bác sĩ Trần Văn Đào, Đại tá
- Bác sĩ Hoàng Năng Hòa, Đại tá
- 2006 - 10/2012, Bác sĩ Nguyễn Quang Dũng, Đại tá
- 11/2012 - 12/2022, Bác sĩ Lê Anh Tuấn, Đại tá,
- 01/2023 - nay, Bác sỹ Nguyễn Văn Chinh, Đại tá,

## Chính ủy (Phó giám đốc chính trị) qua các thời kỳ
- Nguyễn Văn Vương, Đại tá (Chính ủy Cục Quân y)
- Phan Văn Trí, Đại tá
- 2010 - 2014, Nguyễn Văn Tưởng, Đại tá (Chính ủy Cục Hậu cần - Tổng cục Hậu cần)
- 2014 - 2020, Đỗ Quang Mão, Đại tá
- 2020 - nay, Nguyễn Việt Long, Thượng tá, Đại tá 2022